# Мансурово (Сафакулевський округ)
Мансу́рово (рос. Мансурово) — село у складі Сафакулевського округу Курганської області, Росія.
Населення — 527 осіб ( 2010, 707 у 2002).
Національний склад станом на 2002 рік:
- татари — 83 %